# 何思源
何 思源（か しげん）は中華民国・中華人民共和国の経済学者・社会学者・教育者・政治家。字は仙槎。

## 事績

### 民国初期の活動
1916年（民国5年）夏、曹州の山東省立第六中学を卒業し、次いで国立北京大学に進学した。1919年（民国8年）5月、五・四運動に参加している。同年8月、アメリカに留学し、まずシカゴ大学大学院で哲学を学び、まもなくセントルイス大学で政治学を履修している。1922年、シカゴ大学の修士学位を取得し、次いでドイツに転じてベルリン大学で経済学を専攻した。1924年（民国13年）からは東欧諸国を外遊して政治・経済を考察し、さらにパリ大学で教育学を履修している。
1925年（民国14年）に帰国すると、中山大学で経済系主任代理兼図書館長となった。この時期に中国国民党にも加入し、同大学では訓育部副主任兼法科主任にも就任している。1928年（民国17年）3月、国民革命軍総司令部政治訓練部主任となり、その翌月には国民政府軍事委員会政治訓練部主任に転じた。また、国民党山東省党務整理委員会委員も務めている。同年5月、山東省政府委員兼教育庁庁長となり、国立青島大学籌備処主任や直魯賑災委員会委員なども務めた。1932年（民国21年）3月、国難会議会員として招聘され、1934年（民国23年）7月には山東省新生活運動促進会幹事会幹事となっている。翌1935年（民国24年）7月、普通考試典試委員会秘書長も務め、1936年（民国25年）11月には国民党中央監察委員候補に選出された。

### 日中戦争以降
日中戦争（抗日戦争）最中の1941年（民国30年）7月、魯北行署主任となり、翌年1月には山東省政府秘書長に任ぜられた。同年4月、同省政府民政庁庁長に移り、さらに1944年（民国33年）12月、同省政府主席兼保安司令に昇進している。1945年（民国34年）5月、国民党第6期中央監察委員に当選した。戦後の1946年（民国35年）10月、北平市市長に起用されている。1948年（民国37年）、徐州剿匪総司令部政務委員会常務委員も兼ねたが、同年6月に各職から罷免された。
その後、何思源は華北7省市の参議会から中国共産党との和平交渉首席代表に推薦され、北平無血開城に貢献している。中華人民共和国建国後は、中国人民政治協商会議全国委員会委員（第1期から第5期）や中国国民党革命委員会（民革）中央委員会委員などを務めた。1982年4月28日、北京市にて病没。享年87。

## 著作
- 『欧米各国社会の発展』
- 『近代中国外交史』
- 『社会科学研究法』
- 『求生教育と教育保険制度』
- 『国際経済政策』
- 『中国人口問題』

## 注
1. 1 2 3 4  徐主編（2007）、673頁。
2. 1 2 3 4  劉国銘主編（2005）、1113頁。
3. ↑  劉国銘主編（2005）、1113頁による。徐主編（2007）、673頁によると1926年帰国。